# Leichtathletik-Länderkampf der Männer 1954 BR Deutschland – Niederlande
| 8. Leichtathletik-Länderkampf mit bundesdeutscher Beteiligung 1954 | 8. Leichtathletik-Länderkampf mit bundesdeutscher Beteiligung 1954 |               |
| ------------------------------------------------------------------ | ------------------------------------------------------------------ | ------------- |
|                                                                    |                                                                    |               |
| Ländervergleich der Männer: BR Deutschland – Niederlande           |                                                                    |               |
| Austragungsort                                                     | Hamm                                                               |               |
| Wettbewerbe                                                        | 15                                                                 |               |
| Datum                                                              | 15. August 1954                                                    |               |
| 1. FRG 2. NLD                                                      | 177 Punkte 130 Punkte                                              |               |
| Chronik                                                            |                                                                    |               |
| ← LUX-FRG (M)                                                      | FRG-NLD (F) →                                                      | FRG-NLD (F) → |

Den achten Vergleich des Länderkampfjahres 1954 bestritten die Männer am 15. August in Hamm gegen die Niederlande. Die Veranstaltung fand gleichzeitig mit dem Länderkampf der Frauen gegen denselben Gegner statt. Für die Männer war es das dritte Aufeinandertreffen mit den Niederländern in einem Wettkampf mit dem allgemeinen leichtathletischen Programm. Beide vorangegangenen Begegnungen hatte Deutschland gewonnen. Außerdem hatte es 1951 einen Straßenlauf gegeben, in dem sich die Niederländer durchgesetzt hatten.

## Wettbewerbe und Modus
Es wurde ein Wettbewerb weniger ausgetragen als im parallel stattfindenden Länderkampf gegen Luxemburg. Aus dem olympischen Katalog fehlten die Rennen über 10.000 Meter, 110 und 400 Meter Hürden, über 3000 Meter Hindernis, der Marathonlauf, die beiden Gehdisziplinen, der Dreisprung, der Hammerwurf sowie der Zehnkampf.
Wie im Vorjahr traten die beiden Mannschaften mit jeweils drei Athleten pro Disziplin an, sodass die Standardwertung nicht zur Anwendung kommen konnte. Stattdessen brachte Rang eins in der Einzelwertung sieben Punkte, Rang zwei fünf, Rang drei vier usw. Rang sechs wurde noch mit einem Punkt belohnt. In den Staffeln wurden die Punkte mit sieben zu vier verteilt.

## Ergebnis
Die Niederländer lagen über 100 und 200 Meter, in der die 4-mal-100-Meter-Staffel sowie über 110 Meter Hürden vorn. Im Diskus- und Speerwurf gab es unentschiedene Wertungen. Die weiteren Disziplinen entschieden die bundesdeutschen Leichtathleten für sich. Damit gewann die Bundesrepublik Deutschland das Aufeinandertreffen mit 177 zu 130 Punkten.

## Weitere Länderkämpfe am selben Wochenende
An diesem Wochenende fanden mit den Begegnungen gegen die Schweiz in Ludwigshafen und gegen Luxemburg in Düdelingen zwei weitere Länderkämpfe der Männer statt, die somit für diese Vergleich drei unterschiedliche Mannschaften stellen mussten. Alle drei Begegnungen wurden siegreich beendet. Die Frauen traten gemeinsam mit den Männern an diesem Wochenende gegen Schweiz und die Niederlande an. Auch sie entschieden ihre beiden parallelen Aufeinandertreffen mit zwei unterschiedlichen Teams jeweils für sich.

## Legende
Kurze Übersicht zur Bedeutung der Symbolik – so üblicherweise auch in sonstigen Veröffentlichungen verwendet:
| DNF | nicht im Ziel (did not finish) |

## Resultate

### 100 m
| Platz | Athlet            | Land | Zeit (s) |
| ----- | ----------------- | ---- | -------- |
| 1     | Aad van Hardeveld | NLD  | 11,0     |
| 2     | Hayo Rulander     | NLD  | 11,0     |
| 3     | Ottokar Moritz    | FRG  | 11,0     |
| 4     | Lutz Mommartz     | FRG  | 11,1     |
| 5     | Walter Oberste    | FRG  | 11,1     |
| 6     | Theo Saat         | NLD  | 11,3     |

### 200 m
| Platz | Athlet            | Land | Zeit (s) |
| ----- | ----------------- | ---- | -------- |
| 1     | Walter Oberste    | FRG  | 21,9     |
| 2     | Aad van Hardeveld | NLD  | 22,0     |
| 3     | Theo Saat         | NLD  | 22,4     |
| 4     | Fred Moerman      | NLD  | 22,7     |
| 5     | Albert Radusch    | FRG  | 22,8     |
| 6     | Georg Sallen      | FRG  | 23,1     |

### 400 m
| Platz | Athlet          | Land | Zeit (s) |
| ----- | --------------- | ---- | -------- |
| 1     | Hans Geister    | FRG  | 48,8     |
| 2     | Albert Radusch  | FRG  | 49,6     |
| 3     | Kurt Heise      | FRG  | 49,6     |
| 4     | Chris Smildiger | NLD  | 51,1     |
| 5     | Wijnbergen      | NLD  | 51,8     |
| 6     | Bart Verweij    | NLD  | 51,9     |

### 800 m
| Platz | Athlet                | Land | Zeit (min) |
| ----- | --------------------- | ---- | ---------- |
| 1     | Friedel Stracke       | FRG  | 1:53,2     |
| 2     | Harry de Kroon        | NLD  | 1:53,5     |
| 3     | Hans-Walter Friedrich | FRG  | 1:54,5     |
| 4     | Jan Rem               | NLD  | 1:54,8     |
| 5     | Ernst Viebahn         | FRG  | 1:54,9     |
| 6     | Wolsink               | NLD  | 1:57,3     |

### 1500 m
| Platz | Athlet         | Land | Zeit (min) |
| ----- | -------------- | ---- | ---------- |
| 1     | Werner Lueg    | FRG  | 4:00,8     |
| 2     | Hans Emde      | FRG  | 4:01,2     |
| 3     | Ludwig Hupen   | FRG  | 4:01,8     |
| 4     | Wim Roovers    | NLD  | 4:02,4     |
| 5     | Antoon Jonkers | NLD  | 4:04,4     |
| 6     | Soesberger     | NLD  | 4:05,4     |

### 5000 m
| Platz | Athlet            | Land | Zeit (min) |
| ----- | ----------------- | ---- | ---------- |
| 1     | Herbert Schade    | FRG  | 14:29,2    |
| 2     | Friedhelm Bongard | FRG  | 14:58,6    |
| 3     | Henk Viset        | NLD  | 14:59,0    |
| 4     | Heinz Betting     | FRG  | 15:01,0    |
| 5     | Veerdonk          | NLD  | 15:34,2    |
| DNF   | Jan Fekkes        | NLD  |            |

### 110 m Hürden
| Platz | Athlet              | Land | Zeit (s) |
| ----- | ------------------- | ---- | -------- |
| 1     | Peter Nederhand     | NLD  | 15,0     |
| 2     | Gerard Brocken      | NLD  | 15,1     |
| 3     | Karl-Ernst Schottes | FRG  | 15,1     |
| 4     | Hans Zepernick      | FRG  | 15,2     |
| 5     | Wolfgang Troßbach   | FRG  | 15,2     |
| 6     | Eef Kamerbeek       | NLD  | 15,6     |

### 4 × 100 m Staffel
| Platz | Besetzung      | Land                                                       | Zeit (s) |
| ----- | -------------- | ---------------------------------------------------------- | -------- |
| 1     | Niederlande    | Aad van Hardeveld Teun Aret Hayo Rulander Fred Moerman     | 42,4     |
| 2     | BR Deutschland | Walter Oberste Lutz Mommartz Ottokar Moritz Heinz Oberbeck | 42,6     |

### 4 × 400 m Staffel
| Platz | Besetzung      | Land                                                   | Zeit (min) |
| ----- | -------------- | ------------------------------------------------------ | ---------- |
| 1     | BR Deutschland | Hans Geister Georg Sallen Albert Radusch Kurt Heise    | 3:19,0     |
| 2     | Niederlande    | Harry de Kroon Wijnbergen Chris Smildiger Bart Verweij | 3:22,0     |

### Hochsprung
| Platz | Athlet            | Land | Höhe (m) |
| ----- | ----------------- | ---- | -------- |
| 1     | Hans-Jürgen Jenss | FRG  | 1,88     |
| 2     | Dijksterhuis      | NLD  | 1,80     |
| 3     | Werner Bähr       | FRG  | 1,75     |
| 4     | van Druten        | NLD  | 1,75     |
| 5     | Peter Nederhand   | NLD  | 1,75     |
| 6     | Günther Grote     | FRG  | 1,75     |

### Stabhochsprung
| Platz | Athlet           | Land | Höhe (m) |
| ----- | ---------------- | ---- | -------- |
| 1     | Ernst Lachermund | FRG  | 3,80     |
| 2     | Kurt Landschulze | FRG  | 3,70     |
| 3     | Rinus van Es     | NLD  | 3,70     |
| 4     | Adolf Bötefür    | FRG  | 3,60     |
| 5     | Cor Lamoree      | NLD  | 3,50     |
| 6     | M. Swart         | NLD  | 3,10     |

### Weitsprung
| Platz | Athlet            | Land | Weite (m) |
| ----- | ----------------- | ---- | --------- |
| 1     | Heinz Oberbeck    | FRG  | 7,21      |
| 2     | Tom Mooy          | NLD  | 7,02      |
| 3     | Günther Grote     | FRG  | 6,76      |
| 4     | Dijks             | NLD  | 6,65      |
| 5     | Wolfgang Troßbach | FRG  | 6,64      |
| 6     | Fred Moerman      | NLD  | 6,10      |

### Kugelstoßen
| Platz | Athlet             | Land | Weite (m) |
| ----- | ------------------ | ---- | --------- |
| 1     | Karl-Heinz Wegmann | FRG  | 14,85     |
| 2     | Dietrich Urbach    | FRG  | 14,48     |
| 3     | Kurt Reisinger     | FRG  | 13,85     |
| 4     | Henk Kluft         | NLD  | 13,46     |
| 5     | Lei Derichs        | NLD  | 13,23     |
| 6     | Joop Fikkert       | NLD  | 13,17     |

### Diskuswurf
| Platz | Athlet          | Land | Weite (m) |
| ----- | --------------- | ---- | --------- |
| 1     | Joop Fikkert    | NLD  | 44,66     |
| 2     | Heinz Rosendahl | FRG  | 43,42     |
| 3     | Kurt Reisinger  | FRG  | 43,15     |
| 4     | Postma          | NLD  | 42,88     |
| 5     | Dietrich Urbach | FRG  | 41,73     |
| 6     | Lei Derichs     | NLD  | 41,17     |

### Speerwurf
| Platz | Athlet          | Land | Weite (m) |
| ----- | --------------- | ---- | --------- |
| 1     | Joop Fikkert    | NLD  | 63,95     |
| 2     | Gerd Pukropski  | FRG  | 61,16     |
| 3     | Valdis Jassis   | FRG  | 57,77     |
| 4     | Nico Lutkeveld  | NLD  | 56,94     |
| 5     | Burghard Krüper | FRG  | 56,04     |
| 6     | Jan Kamerbek    | NLD  | 53,78     |